# Tocuyo de la Costa (paroisse civile)
Pour les articles homonymes, voir Tocuyo.
Tocuyo de la Costa est l'une des trois paroisses civiles de la municipalité de Monseñor Iturriza dans l'État de Falcón au Venezuela. Sa capitale est Tocuyo de la Costa.

## Géographie

### Démographie
Hormis sa capitale Tocuyo de la Costa, la paroisse civile abrite plusieurs localités dont :
- Blanquillo
- Ciudad Flamingo
- El Alto
- El Puñal
- El Tigre
- Tocuyo de la Costa